# Els esperits de la pau i de la guerra
L'esperit de la Pau, i L'esperit de la guerra, els títols originals en anglès de les quals són The Spirit of Peace, 1851, i The Spirit of War, 1851, són dues obres de Jasper Francis Cropsey, datades l'any 1851. Cropsey fou un important pintor paisatgista estatunidenc de l'Escola del Riu Hudson.

## Anàlisi de l'obra
En aquests llenços es fa particularment palesa l'admiració de Jasper F. Cropsey per l'obra de Thomas Cole, tant en l'aspecte pictòric com en la temàtica. Aquestes dues obres eren un pendant, l'una de l'altra, la qual cosa recorda algunes obres aparellades de Cole. Segurament, Cropsey també tenia a la ment algunes temàtiques aparellades de Joseph M.W. Turner com View of the Temple of Jupiter Panhellenius, i Greek national Dance of the Romaika, que mostren respectivament, un temple grec tal com era a l'Antiguitat, i en les ruïnes del segle xix.
Aquesta parella de llenços al·legòrics degueren tenir una importància emocional per al públic de Cropsey. La recent Guerra de Mèxic-Estats Units (1846-1848) i el debat posterior sobre si els enormes territoris guanyats en aquella guerra esdevindrien Estats lliures o esclaus, van crear un ambient polític molt tens. Dins aquest ambient, en aquests quadres potser hi ha un presagi de la sagnant conflictivitat que en la dècada següent provocaría la Guerra Civil dels Estats Units.

## Introducció

### L'Esperit de la Pau
En aquest llenç, Cropsey representa un templet d'arquitectura clàssica envoltada d'un paisatge tropical, en una mena d'Arcàdia. El templet circular potser és una reminiscència de l'estructura que apareix a la Pastoral o Arcadian State del Course of Empire de Thomas Cole.

### L'Esperit de la Guerra
Inscripció a la part inferior esquerra: "J.F. Cropsey 1851"
En aquest quadre, Cropsey representa un abrupte paisatge de muntanya, teló de fons d'una escena bèl·lica medieval. A la llunyania hi ha un poblat cremat, mentre en segon terme veiem un castell medieval enmarletat, amb la seva torre emmarcada per núvols de tempesta. Un genets surten de la porta principal de la fortificació. Tant els núvols darrera la torre, com el celatge, com la llum ardent de tota la composició, auguren un futur incert i ombrívol per aquest temps bèl·lic.